# Saint-Sornin-Leulac
Saint-Sornin-Leulac är en kommun i departementet Haute-Vienne i regionen Nouvelle-Aquitaine i västra Frankrike. Kommunen ligger i kantonen Châteauponsac som tillhör arrondissementet Bellac. År 2022 hade Saint-Sornin-Leulac 562 invånare.

## Befolkningsutveckling
Antalet invånare i kommunen Saint-Sornin-Leulac
| Referens: INSEE |